# Makarska biskupija
Makarska biskupija je bila rimokatolička biskupija sa sjedištem u Makarskoj. Nalazila se na području današnje Republike Hrvatske.

## Istorija
Prvi put se spominje na crkvenom saboru u Saloni 4. maja 533. godine, a moguće je da je utemeljena i ranije. U spisima spomenutog sabora spominje se „Stefan od Makra, episkop Makarske episkopije“ (lat. Stephanus Muccorensis, episcopus ecclesiae Muccuritanae). Eparhija je propala u vreme seobe naroda, a obnovio ju je tek oko 1300. splitski nadbiskup Petar na podsticaj Svete stolice radi suzbijanja patarenske jeresi koja se na neretvansko područje širila iz Bosne.
Srednjovjekovni makarski biskupi češće su stolovali u Omišu, na ostrvima i u Splitu zbog straha od patarena.
Dolaskom Turaka u ove krajeve u 15. veku nestalo je Makarske biskupije koju je 1615. godine obnovio papa Pavle V.
Papinskom bulom Locum beati Petri 1828. godine, a na intervenciju austrougarskog cara, Makarska biskupija je spojena s degradiranom Splitskom biskupijom u personalnoj uniji. Nakon toga, Makarska više nema rezidencijalnog biskupa, jer je on bio spojen u osobi splitsko-makarskog biskupa koji je stolovao u Splitu. Godine 1969. Splitsko-makarska biskupija uzvišena je na rang nadbiskupije.

## Spoljašnje veze
- Makarska biskupija[мртва веза]